# Frederico Marques
Frederico Marques (Lisboa, 4 de setembro de 1986) é um treinador português de tênis que atualmente treina João Sousa na ATP World Tour. Depois de uma curta carreira de jogador, ele tornou-se treinador da BTT Tennis Academy, em Barcelona, onde trabalha com João Sousa. Desde janeiro de 2015, Frederico Marques é o presidente da Global Professional Tennis Coach Association em Portugal. Ele é o treinador mais jovem a ter um atleta no top 100 da ATP e o primeiro português dos treinadores da ATP. Em 2014, Frederico Marques foi nomeado para o prêmio de treinador português de 2014.

## Títulos

### Tenista
- Campeão Europeu de Ténis de Sub-16 em singulares e em pares.

### Treinador
- ATP de Kuala Lumpur de 2013.[1]

## Carreira de Tenista
Foi um jogador destro, representou Portugal em Sub-14, Sub-16 e Sub-18 nos Campeonatos Europeus, tanto em pares como em individuais. Foi campeão de Portugal na categoria sub-16 tanto individual como em duplas. Frederico Marques chegou a ocupar a posição número 12 do ranking sub-16 europeu. Alcançou o top 100 na categoria Junior e participou do Grand Slams Juniors.
A nível profissional nunca se destacou, chegou à posição 994 do ranking ATP em singulares e à posição 773 em duplas. 
O mesmo acabou a sua carreira aos 21 anos devido a várias lesões e a uma Mononucleose. 